# اسدآباد (آباده)
اسدآباد (آباده)، روستایی از توابع بخش مرکزی شهرستان آباده در استان فارس ایران است.

## جمعیت
این روستا در دهستان بهمن قرار دارد و بر اساس سرشماری مرکز آمار ایران در سال ۱۳۸۵، جمعیت آن زیر سه خانوار بوده‌است.
این روستا در سال های ۹۰۰ هجری شمسی تا ۱۲۵۰ بالغ بر ۶۰۰ خانوار جمعیت داشته است.